# Naima Salhi
Naima Leghlimi, de son vrai nom Naima Salhi, née le 14 novembre 1962 à Annaba, est une femme politique islamiste algérienne. 
Présidente du Parti de l'équité et de la proclamation (PEP) créé en 2012, elle est élue députée à l'Assemblée populaire nationale lors des élections législatives de 2017.
Elle est connue pour ses déclarations et propos controversés.
En novembre 2022, elle est condamnée à deux peines de prison d'une durée de six mois chacune pour « incitation à la haine raciale » et « atteinte à l'unité nationale ».

## Biographie
En 1994, Naima Salhi est diplômée en sciences islamiques à l'université islamique Émir Abdelkader de Constantine.
Elle s'engage au FLN (Front de libération nationale) et en 2005 elle fait partie de la commission de réforme du code de la famille. En 2007 elle est membre du ministère de la Solidarité nationale de la famille et de la Condition de la femme créé la même année. En 2011, Naima Salhi est également membre de la commission des réformes politiques engagées par le gouvernement.
En 2012, elle crée le Parti de l'équité et de la proclamation (PEP) et prétend  militer pour la démocratie, la justice, les libertés, et l'égalité entre les citoyens. Naima Salhi se présente aux élections législatives algériennes de 2012 sans succès, puis se représente en 2017 où elle obtient pour son parti un siège, représentant la circonscription de Boumerdès.
Le 1er mai 2019, elle tente de participer à une marche à Djelfa en faveur du maintien du processus conduisant à l'élection présidentielle du 4 juillet ; elle est finalement chassée de la ville.  
En juin 2019, elle est visée par une plainte pour « incitation à la haine raciale et les appels au meurtre contre des citoyens kabyles ».
Le 11 juin 2019, sur la page Facebook du parti de l'équité et la proclamation(PEP), elle s'est attaquée a l'héroïne de la révolution algérienne, Djamila Bouhired qu’elle a traitée de « produit » de la France coloniale avec laquelle elle aurait, selon ses propos, été de « connivence ».

## Idéologie
Dans son parti du PEP, Naima Salhi fait référence au penseur Malek Bennabi.
Naima Salhi est contre la mixité à l'école, pour la polygamie et réclame la peine de mort pour les kidnappeurs d'enfants. Elle est opposée à la suppression de l’institution du tuteur pour la femme (wali) dans la conclusion du mariage existant dans le code de la famille algérien : « L'institution du tuteur (pour la femme) doit demeurer un principe fondamental et inchangé du code de la famille » « toute atteinte à ce principe expose la femme et, à travers elle, toute la société, à des périls et la prive d’une condition essentielle susceptible de protéger sa dignité et défendre ses intérêts ».

## Polémiques

### Défense de la polygamie
Naima Salhi plaide depuis 2005 en faveur de la polygamie , et dans un entretien en 2014 avec le journal arabophone Echourouk elle déclare: « J’accepte que mon époux se remarie » et « Mieux vaut une seconde épouse qu’une maîtresse »,. Elle déclare, la même année, au quotidien arabophone algérien El-Hayat : « Dieu a permis à l’homme d’épouser plusieurs femmes. Qui suis-je moi pour s’opposer à ce que notre Religion dicte comme droit ? Dieu a autorisé l’homme d’avoir plusieurs femmes car il sait que  l’homme a besoin de plusieurs femmes pour purifier la société ».

### Accusations contre Ferhat Mehenni
En 2017, la députée Naima Salhi déclare à la chaine télévisée El-Bilad TV que l'homme politique qui milite pour l'indépendance de la Kabylie, Ferhat Mehenni, est un « terroriste », qu'il est du devoir de « l’État d’exécuter les traîtres » et d'ajouter « Quelqu’un qui se rend en Israël, ennemi des Arabes et des Musulmans, n’est-il pas un traître ? », en terminant par « Je ferai une intervention à l’assemblée pour appeler l’État à arrêter ce traître et criminel ». 

### Complotisme autour de l'épidémie de rougeole
En 2018, à la suite d'une épidémie de rougeole enfantine en Algérie, la députée Naima Salhi déclare sur son compte officiel Facebook : « Qui est derrière la propagation de l’épidémie de la rougeole ?... Après qu’il a œuvré à exiler le peuple algérien à travers la harrga et les embarcations de la mort, voilà qu’aujourd’hui [ce réseau criminel] a préparé dans ses laboratoires maudits une épidémie pour tuer et faire fuir la population du Sahara pour le vider de sa population et s’emparer de ses richesses souterraines et de ses terres agricoles ».

### Attaque de la langue tamazight
En 2018, Naima Salhi critique dans une vidéo l'enseignement généralisé en Algérie de la langue tamazight, et elle conclut avec des propos qui font polémique : « Ma petite fille est dans une école privée où la majorité des élèves sont kabyles. Elle s’est comportée avec innocence et a commencé à apprendre. Je ne me suis pas opposée. Puisque c’est devenu une obligation d’apprendre (le tamazight), je lui ai dit : si je t’entends prononcer un mot en kabyle, je te tue. Je vais t’éduquer ! » . Le ministre de la Culture, Azzedine Mihoubi a répondu à la parlementaire, estimant que ses propos, « n'ont été soutenus par personne, n'engageaient qu'elle », ajoutant que « La constitution a tranché. L'amazighité est une partie de notre identité »,.

### Propos dénigrant les migrants subsahariens
En 2018, Naima Salhi affirme à la chaine El-Bilad TV, au sujet des migrants, que « l’Algérie est passée du stade de pays d’accueil à une terre d’accueil des maladies, des épidémies et de la sorcellerie ». Zakaria Benlahrech, avocat algérien et défenseur de droits des migrants, appellera à la levée de l'immunité parlementaire de la députée à la suite de ces propos.

### Descendante du prophète
En 2018, Naima Salhi affirme à la chaîne télévisée El Bilad TV qu'elle serait une descendante du prophète Mahomet : « Nous sommes de la lignée du prophète. Nous sommes des nobles, c’est-à-dire  que nous faisons partie d’Ahl-Al-Bait ».

## Vie privée
Son deuxième époux, Mohamed Salhi, est un ancien député islamiste algérien et cadre du Mouvement pour la réforme nationale. Elle a cinq enfants.

## Condamnation judiciaire
En novembre 2022, elle est condamnée à deux peines de prison d'une durée de six mois chacune pour « incitation à la haine raciale » et « atteinte à l'unité nationale ».